# Глубоковский сельский округ (Московская область)
Глубоковский сельский округ — упразднённая административно-территориальная единица, существовавшая на территории Серебряно-Прудского района Московской области в 1994—2004 годах.
Глубоковский сельсовет был образован в первые годы советской власти. К началу 1929 года он входил в состав Серебряно-Прудского района Тульской губернии.
В 1929 году Глубоковский с/с был отнесён к Серебряно-Прудскому району Тульского округа Московской области.
26 сентября 1937 года Серебряно-Прудский район был передан в Тульскую область, но 20 декабря 1942 года возвращён в Московскую область.
25 января 1952 года к Глубоковскому с/с был присоединён Беляевский с/с.
9 июля 1952 года из Глубоковского с/с в Крутовский было передано селение Новосёлки.
14 июня 1954 года к Глубоковскому с/с был присоединён Петровский с/с.
20 августа 1960 года Глубоковский с/с был упразднён. При этом его селения Беляево, Глубокое, Никольское и Петровские Выселки были переданы в Узуновский с/с, а селения Большое Орехово, Кузьминка, Малое Орехово, Николаевка, Пахарь, Петрово и Столбовка — в Новомойгоровский сельсовет.
23 декабря 1976 года Глубоковский с/с был восстановлен. В его состав вошли селения Беляево, Бокша, Глубокое, Есипово, Никольское, Петровские Выселки и Толстые, переданные из Узуновского с/с.
3 февраля 1994 года Глубоковский с/с был преобразован в Глубоковский сельский округ.
9 июля 2004 года Глубоковский с/о был упразднён. При этом его территория была передана в Узуновский сельский округ.